# 隕石

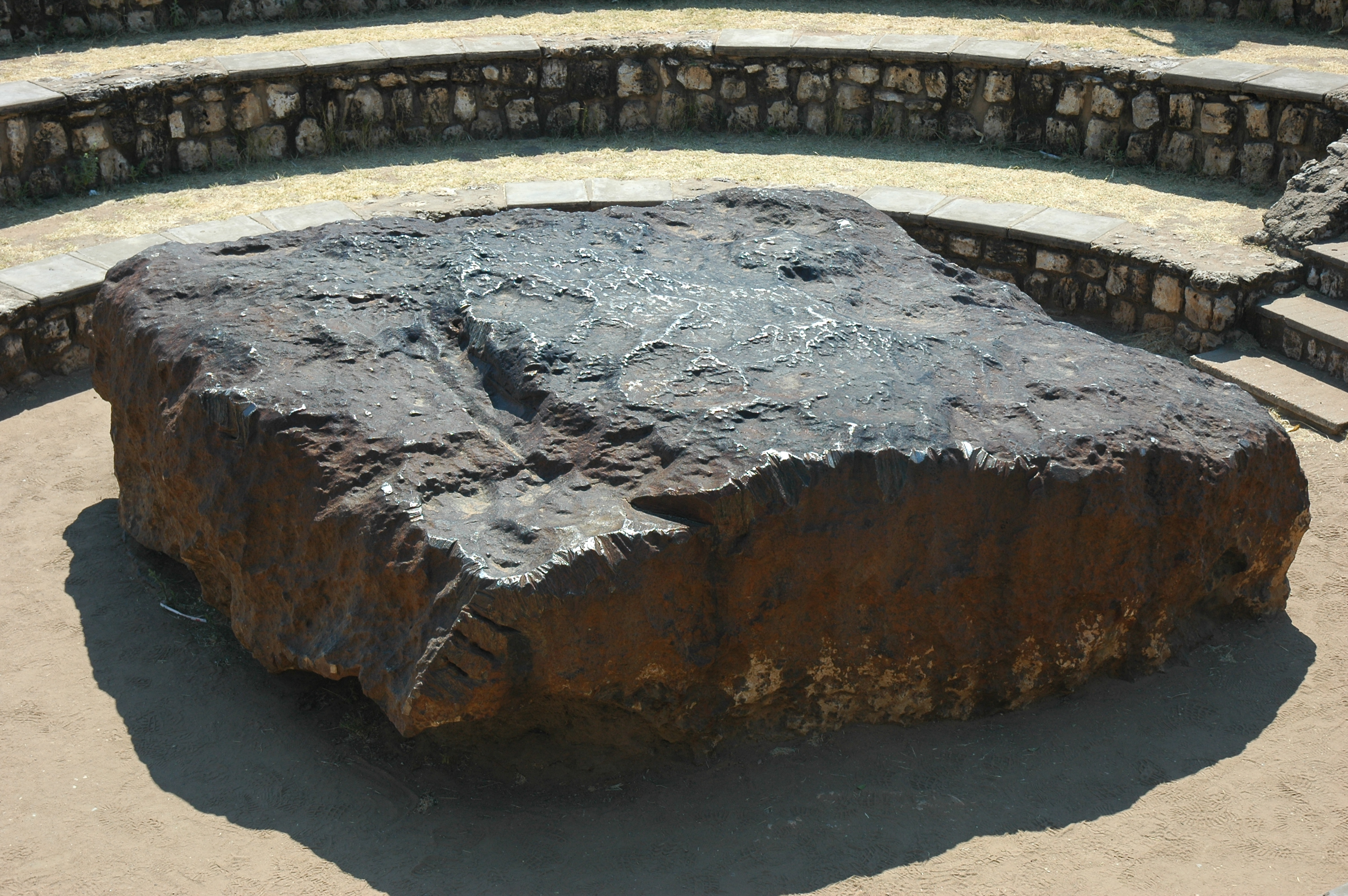
在納米比亞的霍巴隕鐵：已知最大的完好隕石，長2.7公尺，重60噸

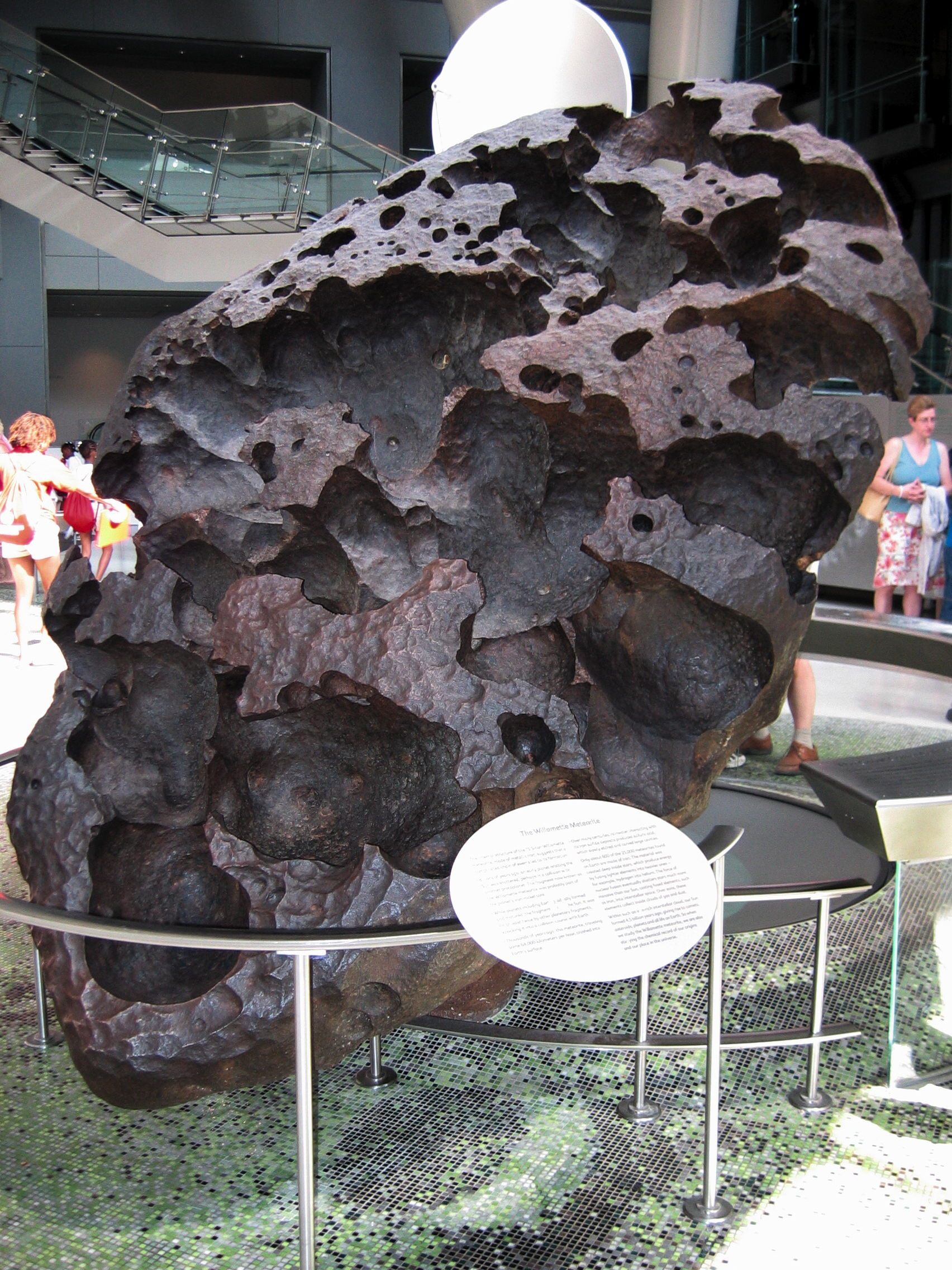
威拉姆特隕石

隕石（英語：meteorite）是起源於外太空某一物体坠落在地面的固体碎片，如彗星、小行星或流星体。它們在穿过大气层到达固體行星或卫星表面后殘餘的部分。当原始物体进入大气层时，各种因素，如摩擦、压力和与大气气体的化学相互作用使其升温并辐射能量。然后它变成流星（meteor，英文裡也被称为shooting star 或 falling star），形成火球，射星或墜星。天文学家称其中與地球碰最明亮的流星的例子为“火流星”。而像火球這樣的流星無論如何最終都會影響地球的表面。
陨石对地球的表面及生物都有影响，大小範圍從小型到極大不等。而火星上也有發現隕石。
被觀察到穿越大氣層或撞擊地球的隕石稱為墜落隕石，其它的隕石都稱為發現隕石。截至2010年2月，只有大約1,086顆的墜落隕石的標本被收藏 ，但卻有38,660顆被確認的發現隕石。
隕石通常分為三大類：石隕石主要是岩石，其組成大多是矽酸鹽礦物；鐵隕石，很大部分的成分是鐵與鎳；石鐵隕石的成分既有大量的岩石也有金屬。現代的隕石分類是根據其結構、化學同位素和礦物學來分類，小於2毫米的隕石被分類為微隕石。

## 命名
隕石迄今都以找到的地方來命名，通常使用鄰近的城市或地理特徵的名稱。如果在一個地區發現了許多的隕石，則在名稱之後會跟隨著數字或字母（例如，ALH 84001或迪米特(b)）。有些陨石會有非正式的暱稱：阿拉巴馬州夕拉科加隕石有時被稱為霍奇斯隕石，因為它擊中了安妮·霍奇斯這名女子；迪亞布洛峽谷隕石形成的巴林傑隕石坑有一打以上的別名。但是，經由隕石學會公布官方命名的唯一名稱，是科學家、目錄以及大多數的收藏家最常使用的名稱。

## 墜落現象

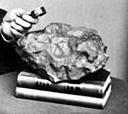
在1868年墜落在威斯康辛的隕石

大多數流星體在進入大氣層時都會瓦解，估計每年仍有500顆左右的小至彈珠大至籃球的隕石落在地面上；但是，通常每年只有5至10顆流星會被發現墜落，並被科學家得知和尋獲。少數的隕石夠大，可以創造出巨大的撞擊坑；相對的，其它的隕石則因為不夠大，墜地時都已經達到終端速度，最多只能創造出一個小坑洞。

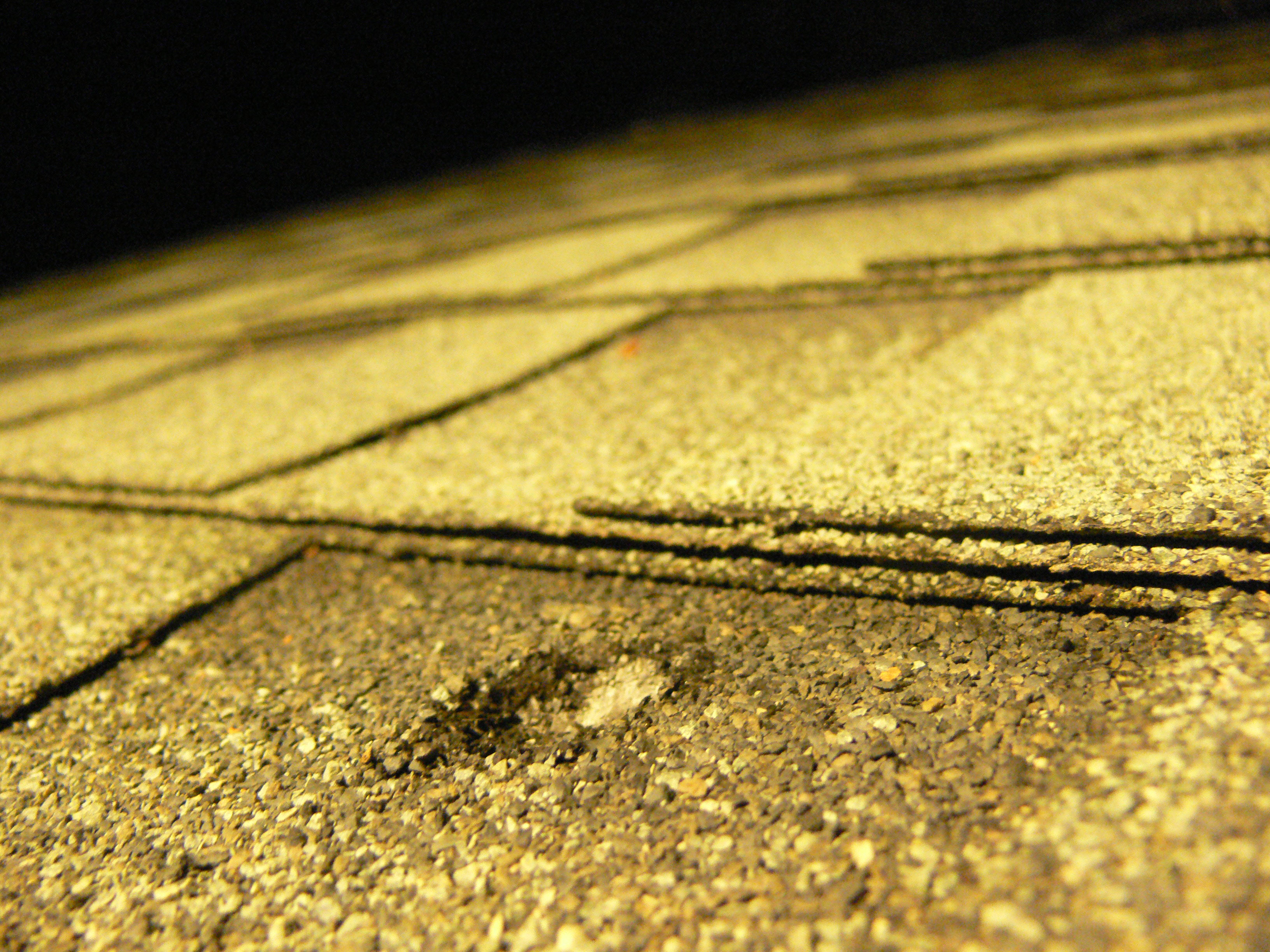
這個坑穴是重61.9公克的諾瓦托隕石造成的。它在2012年10月17日擊中某戶人家的屋頂

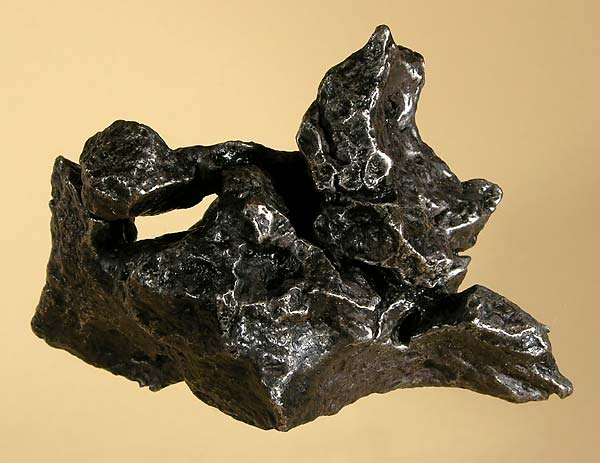
Campo del Cielo隕石上有個天然的洞

大隕石擊中地面時的速度可能仍接近它們的第二宇宙速度，在超高速的撞擊下會留下一個撞擊坑。坑洞的類型取決於隕石的大小、組成、破碎的程度、和進入的撞擊角度。這種碰撞的力量有可能造成廣泛的破壞。在地球上最常見到的超高速撞擊，是由最容易穿越大氣層的鐵隕石造成的。鐵隕石造成的撞擊坑例子如，巴林傑隕石坑、奧德薩隕石坑、瓦巴爾隕石坑和狼溪隕石坑，在這些隕石坑都發現相關聯的鐵隕石。相較之下，夠大的石質流星體或像彗星這樣的冰雪球或小行星，即使重量達到數百萬公噸，在進入和通過大氣層時，依然會被破壞而不會留下撞擊坑。雖然這種瓦解的事件很罕見， 它們會造成可以引起重視的振盪，著名的通古斯事件可能就是這種事件。非常大的石質流星體，直径數百米或更大，質量達到千萬公噸或更重，可以墜落到地球表面，並撞擊出大撞擊坑，但是這是非常罕見的。這種撞擊通常都伴隨著巨大的能量，因此撞擊體會完全被摧毀，而沒有隕石能殘留下來（第一個被發現與石隕石有關聯的大隕石坑，是2006年五月提出報告的南非摩洛袞隕石坑）。

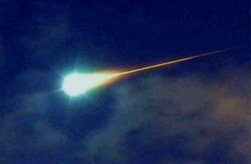
火流星：非常明亮的流星，視星等為 −14等或更亮

幾種由于太小而無法造成超高速撞擊坑的墜落隕石需要由目擊者提出證據。流星體穿過大氣層時的火球可以非常明亮，甚至足以媲美太陽的強度，然而大多數都比較黯淡，甚至在白天而不會被注意到。有許多的顏色曾被報告過，包括黃色、綠色和紅色。隨著物件的碎裂，會有閃光和爆發。在隕石墜落時經常會聽到主要碎裂事件引起的激波產生爆炸、碎裂或隆隆的聲爆。在廣大的範圍內都可以聽到這種聲音，半徑可以達到數百公里或更大；有時可以聽到口哨聲或嘶嘶聲，但還缺乏理解。在火球經過之後，經常會看見煙塵的尾巴在大氣層內殘留好幾分鐘。

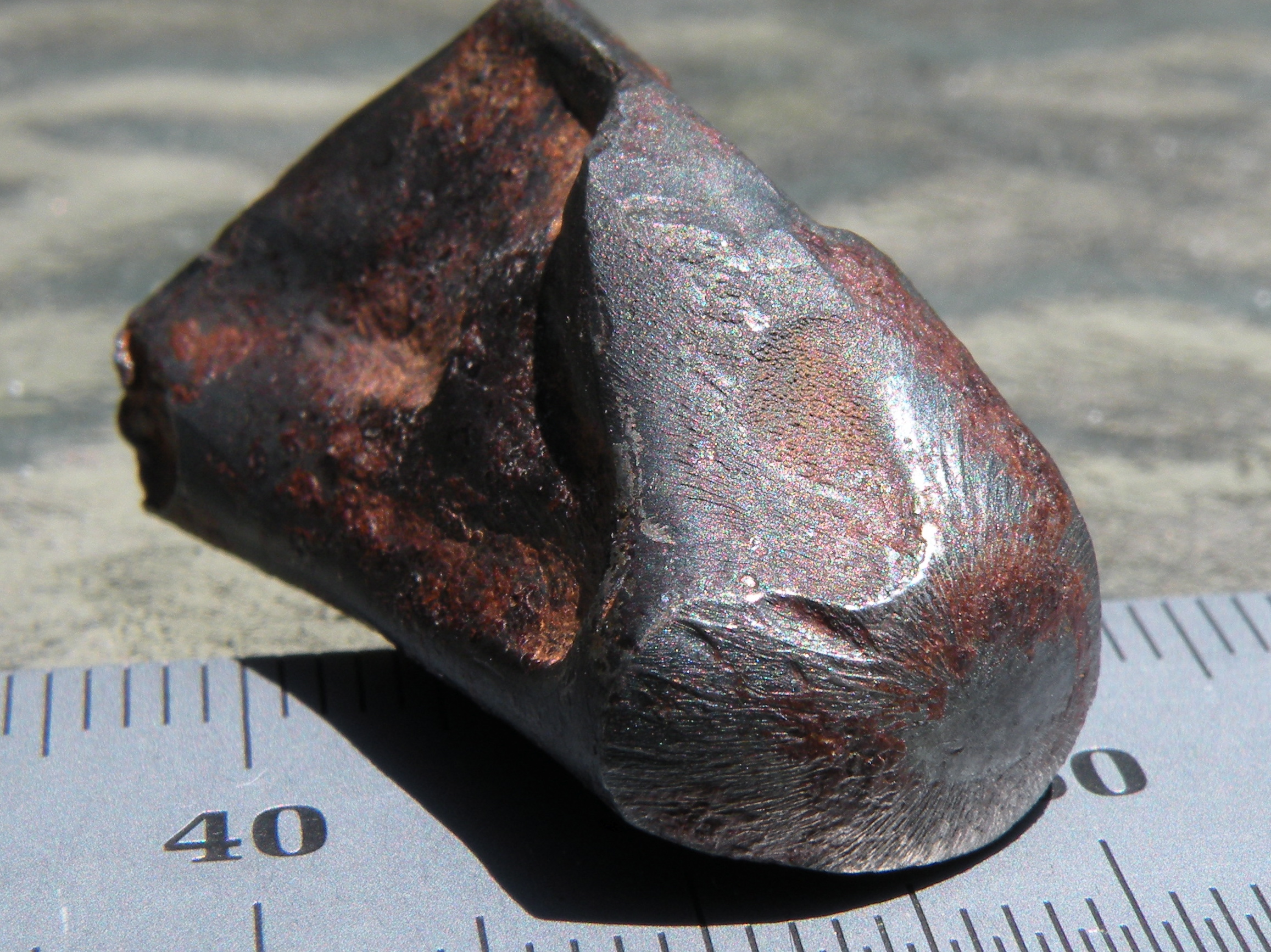
鐵隕石NWA 859顯示出大氣燒蝕造成的影響

流星體在進入大氣層的過程中會被加熱，它的表面會融化和經歷燒蝕的體驗。在這個過程中，它們可以被雕塑成各種不同的形狀，在表面出現和留下被稱為氣印的淺層指紋狀凹陷。如果流星體保持固定的方位，沒有翻滾的前進一段時間，它可能會形成一個錐形的鼻錐或是熱遮罩的形狀。當它減速，最終會使融化的表面層凝固成薄薄的熔殼。在大多數的隕石，這一層是黑色的（在一些無粒隕石，熔殼可能是非常明亮的色彩）。在石隕石，熱影響區頂多只有幾毫米深；在鐵隕石，是較好的熱導體在表面下1（0.39英寸）的金屬結構可能會受到高溫的影響，但報告不盡相同。一些隕石據報說在落地後有被燒得滾燙的觸感，而其他的則是冷到足以讓水凍結成霜。來自許多墜落隕石，像是Bjurbole、塔吉什湖隕石、和Buzzard Coulee，被發現落在冰冷的湖或海內，或許它們在墜落時並不是熱的。
流星體在大氣層中碎裂，有可能形成隕石雨，落下的隕石從幾顆到幾千顆都有可能。這些隕石雨墜落的區域被稱為散布區，通常是橢圓的形狀，長軸的方向與流星飛行的方向平行。在大多數況下，在隕石雨中最大的隕石會墜落在散布區最遠的距離。

## 隕石的類型

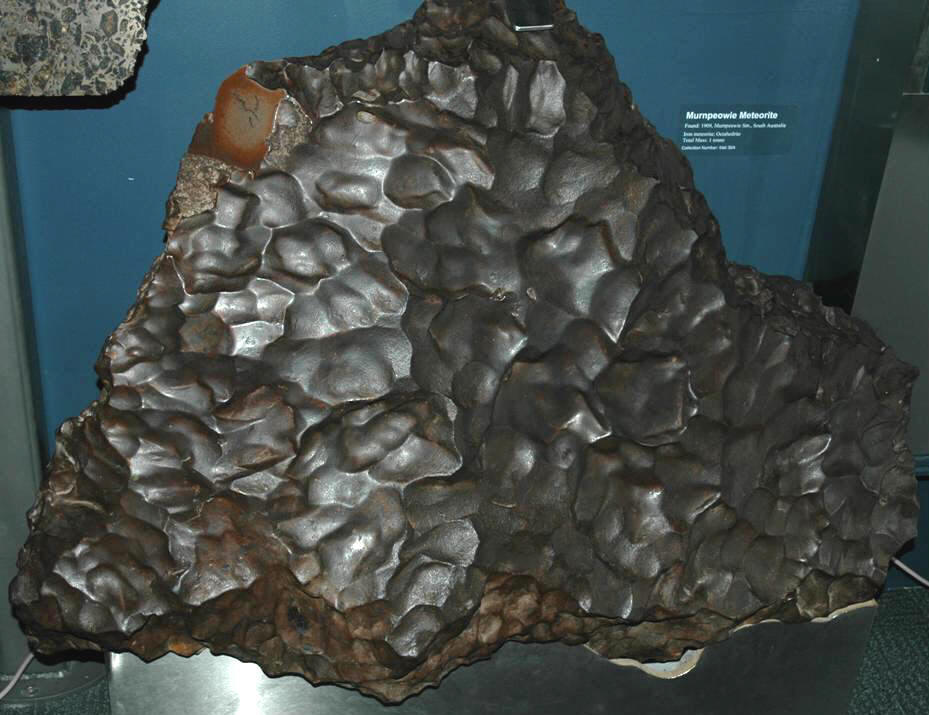
Murnpeowie隕石：一顆布滿類似指紋氣印的鐵隕石

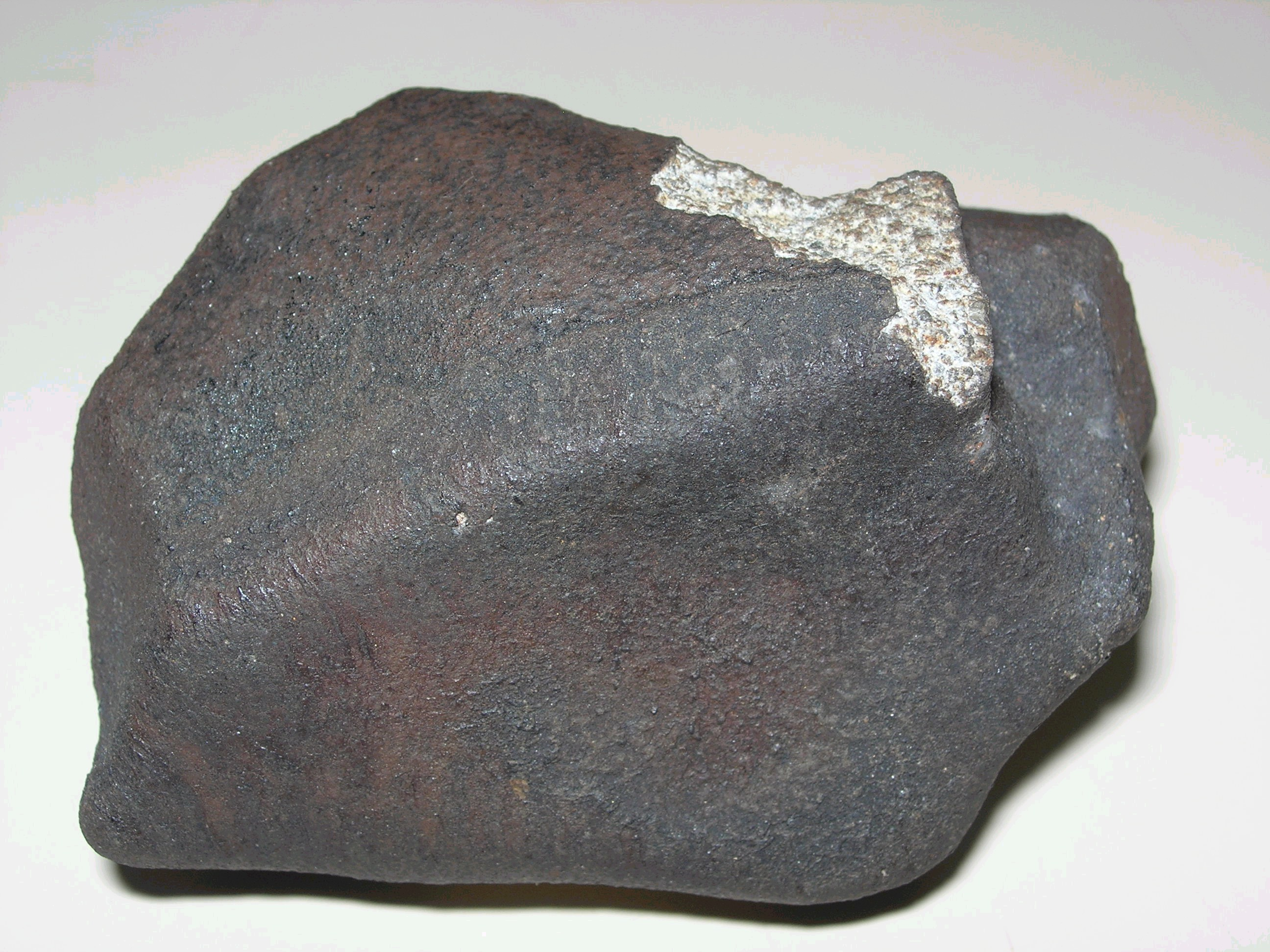
馬里利亞隕石：1971年10月5日17:00墜落在巴西聖保羅州馬里利亞（Marília）的球粒隕石，分類為H4

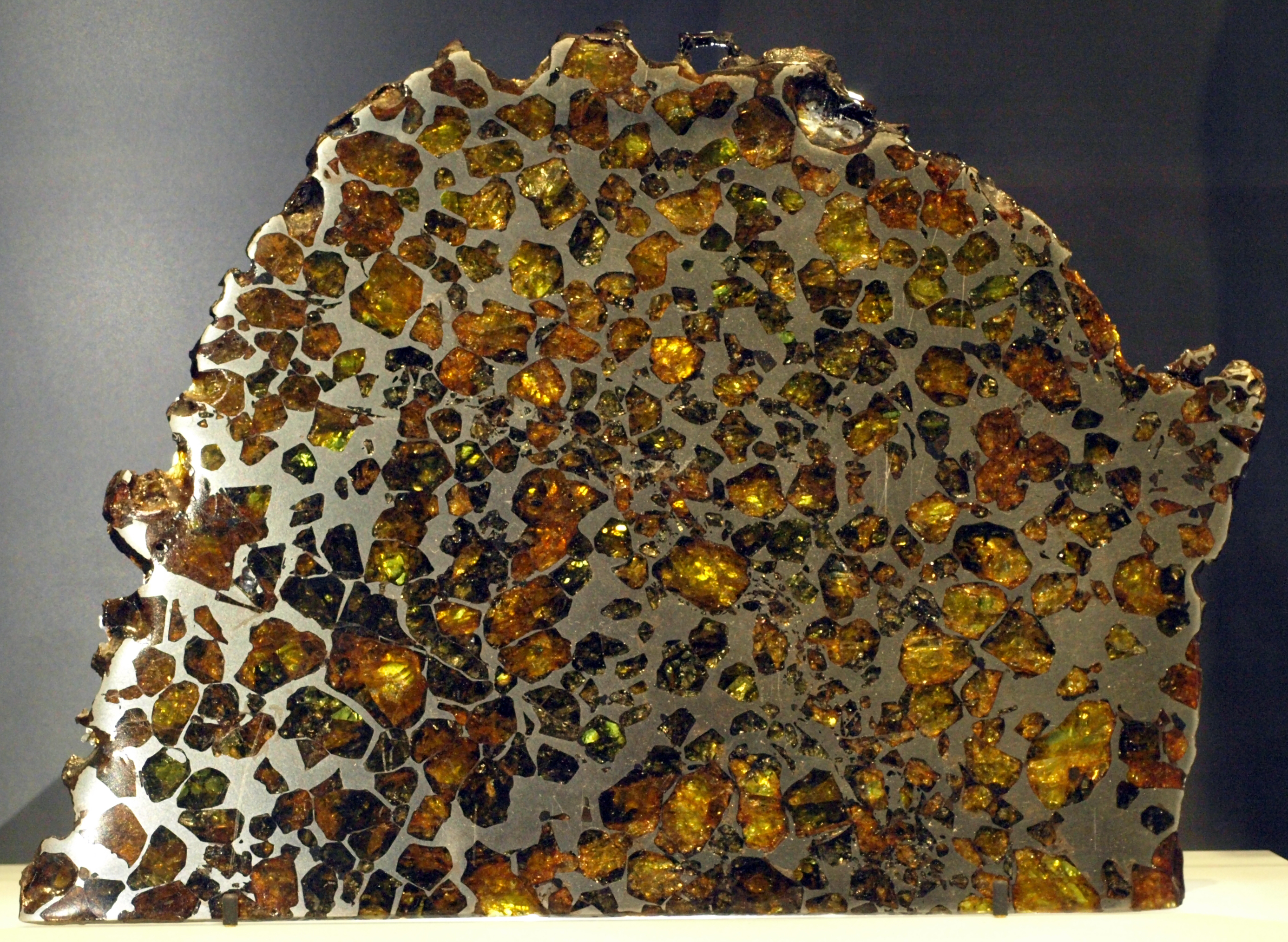
切割和拋光的一片埃斯克爾（Esquel）隕石，黃綠色的橄欖石晶體被包裹在鐵鎳基體內，是顆石鐵隕石的橄欖隕鐵

絕大部分的隕石都是石隕石，可以分為球粒隕石和無粒隕石兩大類，只有6%的隕石是鐵隕石或混雜著岩石和金屬的石鐵隕石。現代的隕石分類頗為複雜，可以回顧Krot等人的論文（2007年），總結了現代隕石的分類法。
墜落在地球上的隕石有86%是球粒隕石，它們因為含有圓形的小顆粒而得名。這些顆粒，或隕石球粒，的主要成分是在太空中自由漂浮時被熔化過的矽酸鹽礦物。有些類型的球粒隕石也包含少量的有機物質，包括胺基酸和太陽前顆粒。球粒隕石通常有45.5億歲的年齡，被認為是來自小行星帶中未能結合成大天體的物質。像彗星一樣，球粒的小行星是太陽系中最早和最原始的質點。球粒隕石常被稱為行星構造的基材。
掉落在地球上的隕石有8%是無粒隕石（意味著它們不包含球粒），其中一些類似於地球上的鎂鐵質火成岩。大多數的無球粒隕石也是古老的岩石，並且被認為是已經被分化的小行星地殼物質。無粒隕石的一個大家族（HED隕石）的母體可能源自灶神星族，然而這種說法尚有爭議；其他的則衍生自不同的小行星。有兩個無粒隕石的小族群是很特別的，它們太年輕而不像是來自小行星帶。其中一族來自月球，它們與阿波羅計畫和月球計畫帶回的月球岩石相似；另外一族幾乎可以肯定是來自火星，並且是人類發現來自其他行星的唯一物質。
大約5%的墜落隕石是鐵鎳合金共生的鐵隕石，像是錐紋石和白沸石。多數鐵隕石被認為來自多個曾經被熔解的小行星核心。如同在地球，高密度的金屬從矽酸鹽物質中分離出來，並沉澱至小行星的中心，形成核心。這顆小行星凝固之後，它與其它的小行星相撞而碎裂。由於在像是絕大多數的隕石都能被尋獲的南極地區，蒐集到的鐵隕石比例偏低，有可能鐵隕石實際墜落的百分比會低於5%。目前，這被解釋為再發現性的偏差：外行人都會注意到的固體物質，鐵隕石比其它類型的隕石要多；在南極發現的鐵隕石豐度只是總數的0.4% 。
石鐵隕石構成剩餘的1%，它們是鐵鎳金屬和矽酸鹽礦物的混合物。其中一種是橄欖隕鐵，被認為是撞擊有鐵核心天體的鐵核邊界所產生的隕石；另一種主要的石鐵隕石是中隕鐵。
雷公墨（英文的字源來自希臘的tektos，熔）本身不是隕石，而是自然界很稀罕的玻璃物體，大小只有數公分，是大隕石撞擊地球表面而產生的－－大多數科學家認為。少數研究人員認為雷公石源自於月球火山噴發的熔岩，但是這種理論在過去的數十年已經失去大多數支持者。

## 隕石化學
在2015年3月，NASA的科學家報告，用隕石內發現的化學物質，像是嘧啶，在實驗室的外太空環境下，首度發現複雜的DNA和RNA等與生命相關的有機化合物，包括尿嘧啶、胞嘧啶和胸腺嘧啶。嘧啶，像多環芳香烴 （PAHs，polycyclic aromatic hydrocarbons），是在宇宙中發現最富含碳的化合物。依據科學家所說，可能在紅巨星和星際塵埃就已經形成。

## 隕石的再發現

### 墜落隕石

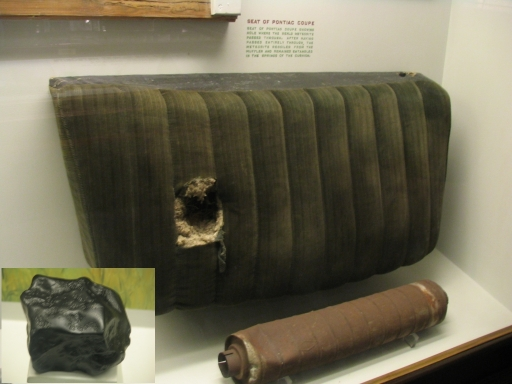
被貝內爾隕石擊中的汽車坐墊和消聲器。這顆隕石是1938年墜落在美國伊利諾州貝內爾的墜落隕石。插圖就是這顆隕石

大多數墜落隕石都是因為肉眼觀察到火流星，或是在地面上確實發現隕石撞擊坑，甚至是兩者都有。因此，儘管隕石撞擊在地球上各處的機率實際上應該都是相等的，但是經過驗證的墜落隕石傾向於集中在人口密度較高的地區，像是歐洲、日本和印度北部。
少數的墜落隕石被自動觀測的攝影機觀測到，並經過計算墜落點的位置因而尋獲。第一顆這樣找到的隕石是1959年墜落在捷克斯洛伐克（現在的捷克共和國）的普利布蘭隕石
。在這個事件中，有兩架攝影機捕捉到這顆流星還是火球時的影像。這兩個影像被用來確定墜落在地上的位置，更有意義的是，這是第一次準確的計算出軌道來找到隕石。
隨著普利布蘭隕石的墜落，許多國家的研究都瞄準墜落隕石，建立起自動觀測的系統。其中一個名為"草園網路"的系統，是由史密松寧天文物理天文台在1963至1975年間在美國中西部運作的。這個計畫也觀測到过隕石的下墜，「失落城市」球粒隕石，就是由這個計畫計算出軌道而尋獲的。另一個加拿大的隕石觀察和發現計畫，在1971至1985年的執行期间，也于1977年發現單獨一顆的「Innisfree」隕石。最後，由發現普利布蘭隕石的捷克原始計畫衍生出的歐洲火球網路觀測，也在2002年計算出軌道并發現「新天鵝堡」隕石。NASA有一個檢測美國東南部的流星事件的自動化系統，可以計算出所見流星的軌道、星等、地面軌跡和其它的參數，每晚也都能檢測到一些事件。

### 發現隕石
直到20世紀，只有數百顆的發現隕石被尋獲。其中80%是鐵隕石和石鐵隕石，這两種很容易和在地的岩石區分出來的隕石。直到今天，每年只有少數的隕石被報告是意外尋獲的，原因是從哈維·尼寧格的發現，在世界各地蒐集到的隕石已經超過30,000顆以上，顯示隕石在地球表面各地的分布遠比過去認為的更為普遍。

#### 中國
阜康隕石是於2000年在中國新疆维吾尔自治区的阜康附近山中發現的。橄欖隕鐵是有著橄欖石結晶的美麗石鐵隕石。

#### 美國的大平原
尼寧格的策略是在美國的大平原上搜尋隕石，因為在廣大的耕種平原上，土壤中只有少量的岩石。在1920年代晚期至1950年代，他在這些地區旅行并教導當地人隕石的外觀，和如果它們認為偶然發現了一顆隕石該如何處理，例如，在清理場地的過程中。結果新發現了200多顆隕石，而大部分都是石隕石。
1960年代末期，人们发现大平原中的新墨西哥州羅斯福縣是尋找隕石的好場所。在1967年發現了幾顆隕石之後，又在隨後的幾年中新發現了100多顆的隕石標本，而且許多都是由伊萬·威爾遜獨自一人發現的。從1967年起，在這個地區發現的隕石总共約有140顆。發現它们的地区，地表以表面被淺而鬆的土壤覆蓋的硬質岩層为主。在黑色風暴事件的年代，松散的土壤被吹離，留下的岩石和隕石就浮現在表面。

#### 南極洲

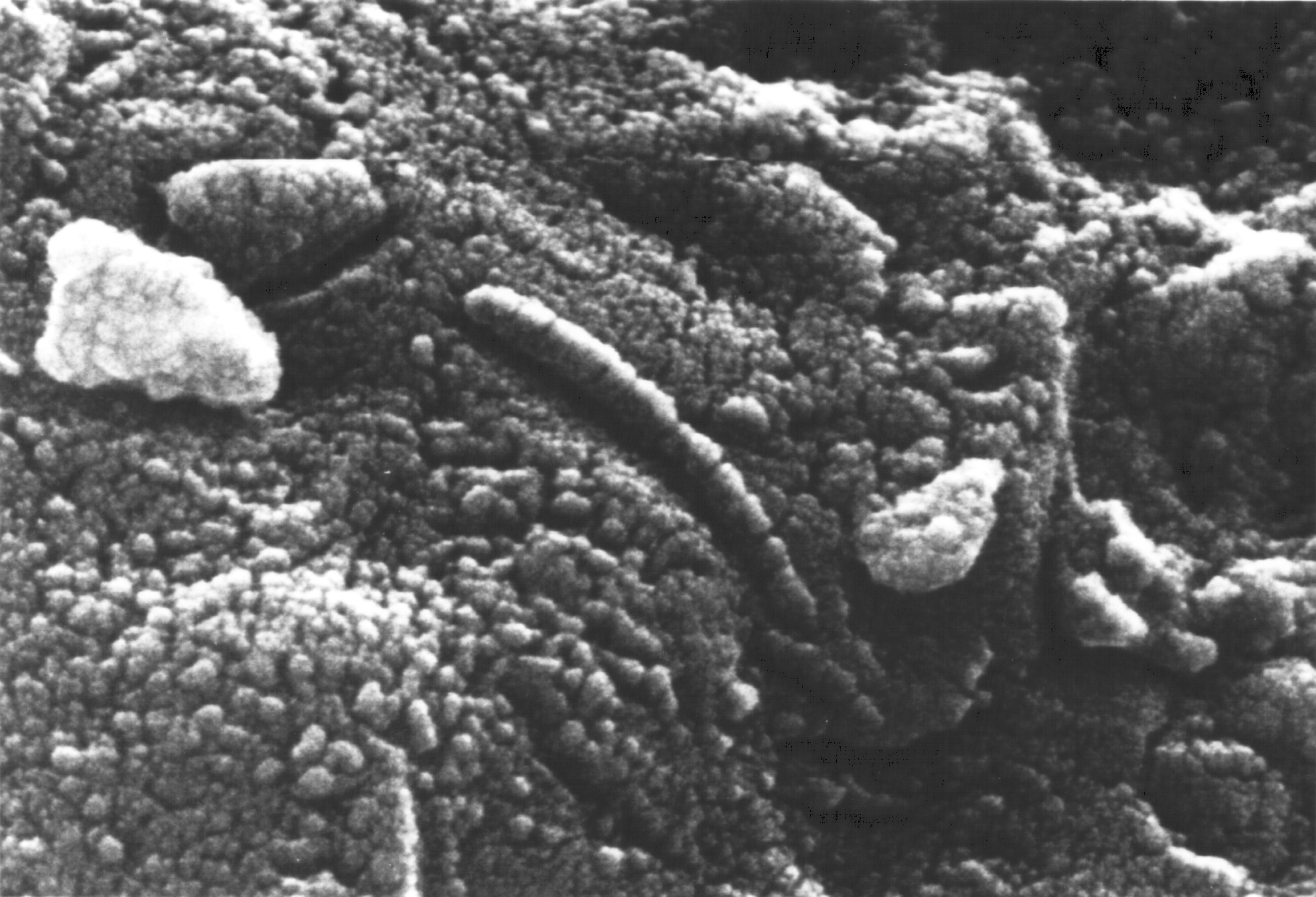
掃描電子顯微鏡揭示出1984年在南極發現的隕石ALH84001內有類似細菌化石的結構。在顯微鏡下，此特徵最初被解釋為類似細菌命體的化石，但現已證明在無微生物存在的熱液系統中可以形成類似的磁鐵礦結構

在1921年至1964年間，在南極只有少量數的隕石被發現。在1969年，第10次的日本南極研究探險隊在靠近大和山的一片藍色冰原上發現了9顆隕石。這次的發現使得我们認為，冰層的運動可能會使隕石集中到某些地區。在1973年，又在相同的地區發現了大量隕石之後，一支在1974年成立的日本探險隊專程前往該地搜尋隕石，他們發現了將近700顆的隕石。
不久之後，美國在南極大陸另一側的傳聖塔提克山脈開始了自己在南極洲尋找隕石的計畫：南極隕石搜索計畫（ANSME，Antarctic Search for Meteorites）  歐洲的團隊也在1980年代後期開始稱為"EUROMET"的計畫，由義大利繼續進行Nazionale di Ricerche計畫，在南極有系統的搜尋隕石。
中國的南極探險自2000年起成功的搜尋隕石；韓國自2007年開始蒐集隕石的計畫（KOREAMET），也已經找到了幾顆隕石。自1974年以來，所有的這些探險總計蒐集到的隕石標本之中，已經有逾23,000顆已完成分類，還有更多尚未完成分類的。更多詳細的資料，可以參考哈崴的文章（2003）。

#### 澳洲
大約就在冰凍荒蕪的南極發現大量隕石的同時，蒐集者發現在高溫的澳洲沙漠也能找到許多的隕石，在南澳和西澳的納拉伯地區已經找到了大量隕石。自1971年至今，在有系統的搜尋下，已經找到超過500顆隕石，其中大約300顆有明顯的特徵。在這些地區能夠發現隕石，是因為這裡是平坦、缺乏特徵的石灰岩平原地形。在極度乾旱的氣候下，數千萬年以來，那裏的風化或沉積相對的較小，因此隕石在哪兒是不斷的累積，而不是被掩埋或是摧毀。顏色黑暗的隕石很容易從石灰岩的卵石和岩石之間分辨出來。

#### 撒哈拉

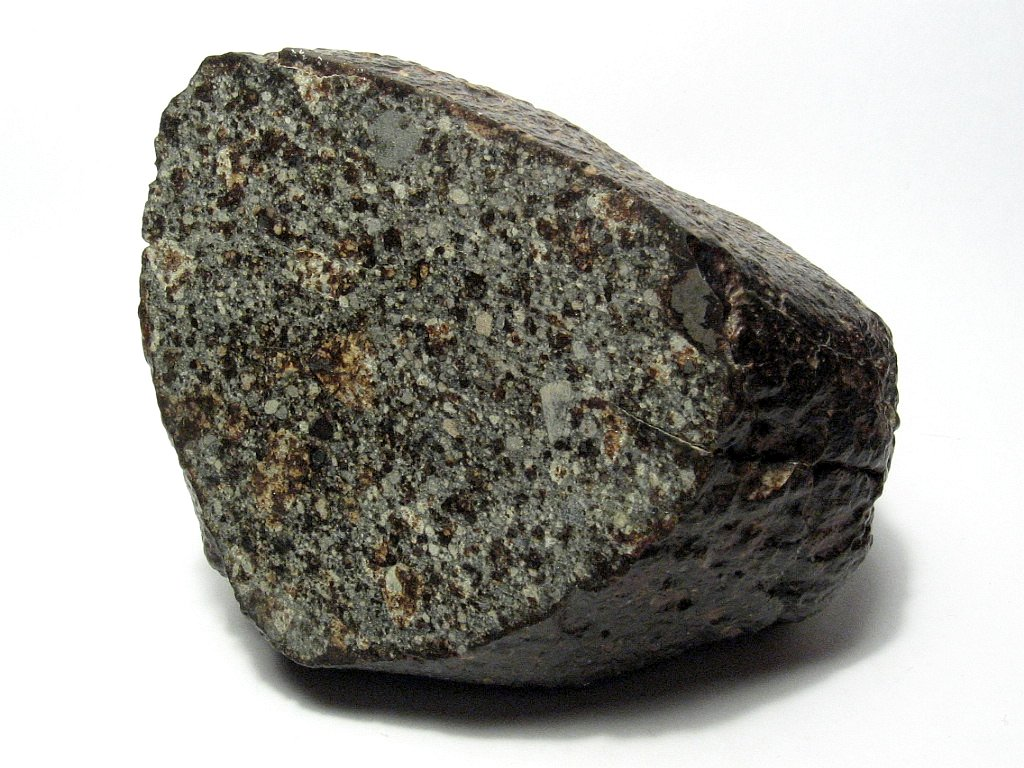
這顆小隕石是在阿爾及利亞靠近廷杜夫的NWA 869散布區發現的。目前被歸類為L3.8-6普通球粒隕石，它有角礫岩和豐富的隕石球粒

在1986-87年，一組在利比亞東南方約100（62英里）的多羅沙漠安裝探勘石油地震站網的德國團隊，在平原上發現了65顆隕石。數年後，一位沙漠愛好者看見科學家在南極發現隕石的照片，想起他在北非看見相似的場景。 在1989年，他在利比亞和阿爾及利亞的幾處顯著不同的地點找到了近百顆的隕石。之後的數年內，他與其他的人陸續發現了400多顆隕石。發現隕石的地點都是沙漠或岩漠等荒漠的不毛之地：这些平坦、沒有特徵的地區，只有少量的卵石和沙礫覆蓋著，深色的隕石在這些地方很容易被發現。有幾個隕石場，像是Dar el Gani、Dhofar、和其它地點，由基底岩石（粘土、白雲石和石灰石）和未被侵蝕的石英砂構成的淺色地質，使隕石很容易識別。
雖然隕石愛好者收集與出售的商業行為已經持續了數十年，但在1980年代和1990年代早期，在撒哈拉發現的隕石，多數都被博物館和類似的機構購買和保存，以供科學的研究或展覽之用。突然有大量的隕石可以利用，並且也可以相对方便地找到（特別是與南極比較），導致商業性的隕石蒐集顯著提高，這種活動在1997年於利比亞發現來自月球和火星的隕石之後更為活躍。在1990年代的後期，私人的隕石蒐集探勘隊已經出現在撒哈拉沙漠。以這種方法找到的隕石標本雖然還會被收集做為研究之用，但大部份的都被賣給私人的收藏者收藏。這些探險隊在阿爾及利亞和利比亞發現的陨石中，經描述狀況良好的隕石總數已經超過了2000顆。
有關隕石交易的利益增長在撒哈拉國家間透過語詞傳播，隕石市場開始存在，特別是在摩洛哥，遊牧民族和當地人拿著在沙漠找到的隕石兜售。數以千計的隕石通過這種方法散佈出去，這些隕石絕大部分都缺乏在何時、何地，以及如何找到的資訊，他們通通稱為西北非隕石。

#### 阿拉伯半島
在1999年，隕石獵人在阿曼南部和中部的沙漠也收集到許多隕石的標本。在阿曼地區的多法和Al Wusta礫石平原，Rub' al Khali以南的沙質沙漠，迄2009年中已經發現了5,000顆隕石。其中還包括了大量的月球隕石和來自火星的火星的隕石，使得阿曼成為科學家和收藏家特別重視的一個地區。早期在阿曼的探測，主要是通過隕石的經銷商，但是由阿曼和歐洲科學家組成的國際小組，現在也在搜尋隕石標本。
目前在阿曼發現的隕石受到國際法的保護禁止私人收藏，但是隕石獵人不顧這些禁令繼續盜取這些被視為國際財富的隕石。
當要確實執行這一條法律和公告周知时，這項新法律惹出小小的國際事件，因為長期以來受到監視的隕石獵人主要來自俄羅斯，但是他們的夥伴有些來自美國或者一些歐洲國家。
在麥加克爾白卡巴聖殿牆上的黑石長期以被歷史學家被認為是一塊隕石，但是在科學文獻上只有極少的資料。

#### 美國西南部

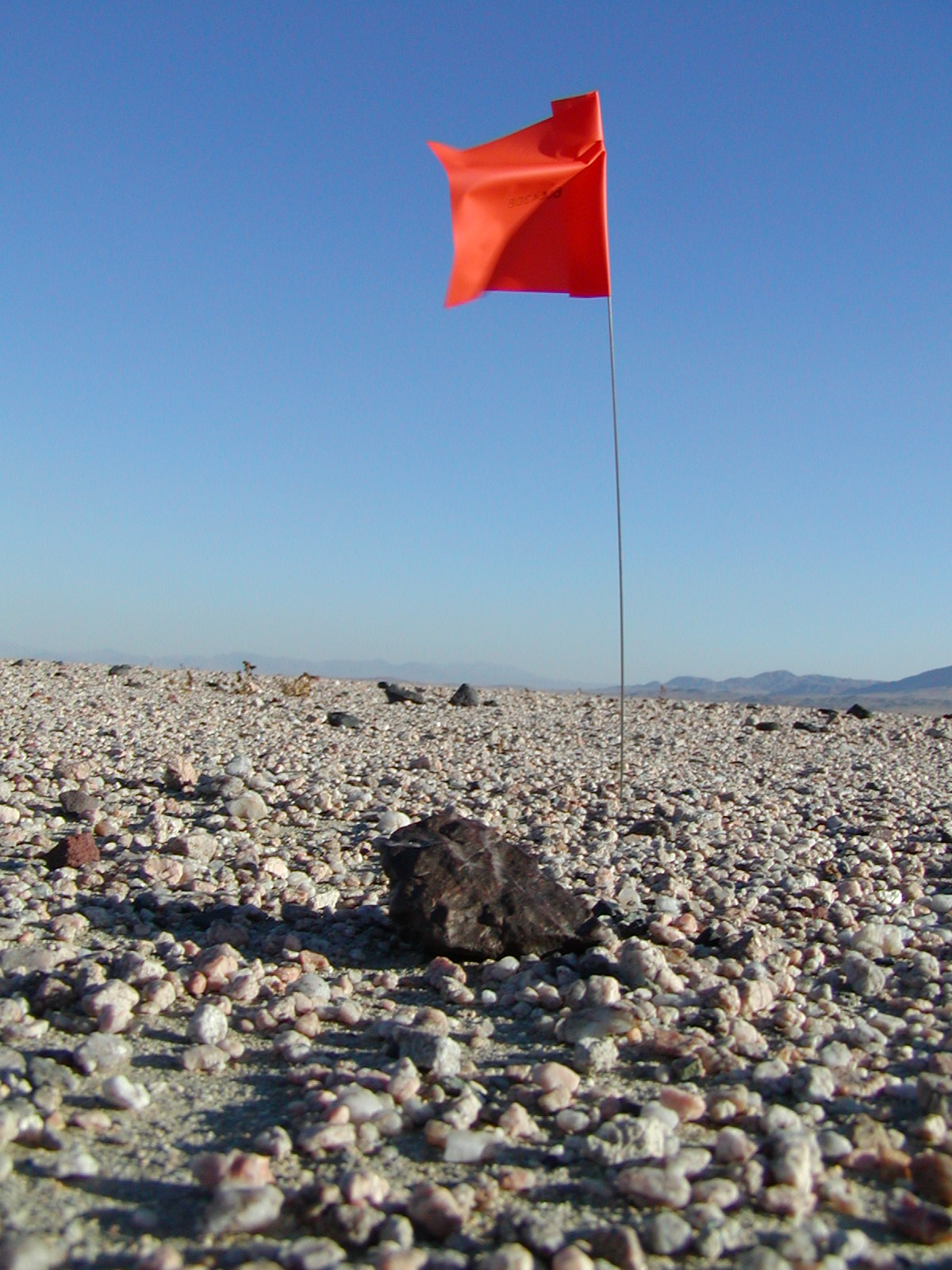
2006年在加州巴斯托正北方發現的石隕石（H5）

從1990年代中期開始，業餘的隕石獵人開始在西南美國的乾旱地區搜尋。迄今可能已經有上千顆的隕石在莫哈維沙漠（Mojave）、索諾蘭沙漠（Sonoran）、大盆地和奇華胡安沙漠中乾涸的湖床（乾鹽湖）上被發現。重大的發現包括高級谷的104 Acapulcoite，這種隕石在美國境內只發現了兩顆；以及藍鷹隕石，在美洲境內找到的第一顆魯木路提型球粒隕石。最重要的發現或許是在洛杉磯找到的火星隕石，是在莫哈維沙漠中的某處尋獲的，發現者Robert Verish只是為了辨識多年來在他家後院中的岩石。在西南美國發現的一些隕石尚未正式提交給隕石命名委員會，很多玩家怕會被聯邦政府充公，而很不明智的不願公開發現地點的座標。
有幾顆被發現的隕石目前在洛杉磯的葛利芬天文台展示中。

## 分類
全世界收集到的隕石約有3萬多塊，隕石根据所含金属含量高低不同，可以分为：
- 铁陨石（陨铁），主要含有铁和镍
- 石铁陨石（陨铁石），铁、镍和硅酸盐各占一半，数量甚少
  - 橄欖隕鐵
  - 中鐵隕石
- 石陨石（陨石），主要含有矽酸鹽，也是最常见的一种
  - 球粒隕石
    - 普通球粒隕石
    - 碳質球粒隕石（碳粒隕石）
    - 頑輝球粒隕石

  - 無粒隕石
    - 頑輝無粒隕石
    - 橄輝無粒隕石
    - HED無粒隕石
    - 鈦輝無粒隕石
    - 月球隕石
    - 火星隕石

隕石有大有小，最小的可能因燃燒變成微塵。大型隕石撞擊到地表會留下撞擊的痕跡，稱隕石坑。1976年3月8日呈雨状陨落在吉林市区的陨石总重量达2700公斤，其中最大的1号陨石重1770公斤，体积为117×93×84立方厘米。从而吉林陨石成为“世界陨石之最”。吉林陨石雨降落时，没有造成一人一畜一物的伤害，实属世界陨石雨降落历史中所罕见。2005年1月美國太空總署火星越野車機遇號在火星中央平原首次發現了地球以外天體上的隕石。
行星闯入大气层后由于经受高温高压，会产生炸裂；熔点较低的铁之类物质会被熔融分离成另一类陨石，所以主体陨石大都带有熔壳，跌落到地面大多成球状的或是扁圆的并通常带有解体口，这类陨石较为普遍。
现在所发现的陨石上的组成都是由一致的地球上的元素组成的。在一些陨石当中曾发现有水，还在一些陨石当中发现了构成生命物质基本成分之一的氨基酸，因此有一种假说认为地球上最初的生命来自宇宙，是陨石把生命帶來地球。

## 外部連結
- Current meteorite news articles （页面存档备份，存于）
- The British and Irish Meteorite Society （页面存档备份，存于）
- The Natural History Museum's meteorite catalogue database （页面存档备份，存于）
- Meteoritical Society （页面存档备份，存于）
- Earth Impact Database （页面存档备份，存于）
- Every Recorded Meteorite Impact on Earth （页面存档备份，存于） from Tableau Public
- Meteor Impact Craters Around the World （页面存档备份，存于）